# Южный манифест

Школьная сегрегация в США перед принятием решения по делу «Браун против Совета по образованию»

Декларация конституционных принципов (англ. Declaration of Constitutional Principles), более известная как Южный манифест (англ. Southern Manifesto) — документ, написанный в феврале—марте 1956 года во время 84-го Конгресса США в знак протеста против расовой интеграции общественных мест. Манифест подписали 19 сенаторов и 82 конгрессмена от южных штатов. Среди подписавших были все представители Алабамы, Арканзаса, Джорджии, Луизианы, Миссисипи, Южной Каролины и Виргинии, большинство из Флориды и Северной Каролины и несколько членов из Теннесси и Техаса. Все они были из бывших штатов Конфедерации.
Манифест был составлен в поддержку отмены решения Верховного суда 1954 года по делу «Браун против Совета по образованию», которое постановило, что сегрегация в государственных школах противоречит Конституции. Законы о сегрегации в школах были одними из самых устойчивых и известных законов Джима Кроу, характерных для Юга того времени.
«Массовое сопротивление» постановлениям федерального суда, требующим школьной интеграции, уже практиковалось по всему Югу, и не было вызвано Манифестом. Сенатор Джеймс Уильям Фулбрайт за кулисами работал над смягчением первоначального жёсткого проекта манифеста. Окончательный вариант не обещал отменить решение по делу Брауна и не поддерживал внесудебное сопротивление десегрегации. Вместо этого он, по сути, представлял собой осуждение судебной власти за превышение своих полномочий на основе доктрины прав штатов.
В манифесте Верховный суд обвинялся в «явном злоупотреблении судебной властью», а подписанты обещали использовать «все законные средства, чтобы добиться отмены этого решения, противоречащего Конституции, и предотвратить применение силы при его исполнении». В нём предлагалось использовать десятую поправку к Конституции для ограничения полномочий Верховного суда по таким вопросам. Сенаторы из южного кокуса возглавили создание манифеста: Стром Термонд написал первоначальный проект, а Ричард Рассел – окончательный.
Трое сенаторов-демократов из бывших штатов Конфедерации не подписали манифест: Альберт Гор-старший, Эстес Кефовер и Линдон Джонсон; все они имели президентские амбиции. Среди подписантов было четверо республиканцев (в те времена партия была слаба на юге и имела мало представителей).